# رايموند روبرتسون
رايموند روبرتسون (بالإنجليزية: Raymond Robertson)‏ هو سياسي بريطاني، ولد في 11 ديسمبر 1959. حزبياً، نشط في حزب المحافظين. في الانتخابات العامة في المملكة المتحدة 1992 ‏، انتخب عضو البرلمان الحادي والخمسون للمملكة المتحدة عن دائرة أبردين الجنوبية خلال فترته النيابية ‏ (9 أبريل 1992 – 8 أبريل 1997).